# Cantone di Bretteville-l'Orgueilleuse
Il Cantone di Bretteville-l'Orgueilleuse è una divisione amministrativa dell'arrondissement di Bayeux e dell'arrondissement di Caen.
È stato costituito a seguito della riforma approvata con decreto del 17 febbraio 2014, che ha avuto attuazione dopo le elezioni dipartimentali del 2015.

## Composizione
Comprende i seguenti 40 comuni:
- Amblie
- Audrieu
- Bény-sur-Mer
- Bretteville-l'Orgueilleuse
- Brouay
- Bucéels
- Cairon
- Carcagny
- Cheux
- Colombiers-sur-Seulles
- Coulombs
- Creully
- Cristot
- Cully
- Ducy-Sainte-Marguerite
- Fontaine-Henry
- Fontenay-le-Pesnel
- Le Fresne-Camilly
- Juvigny-sur-Seulles
- Lantheuil
- Lasson
- Loucelles
- Martragny
- Le Mesnil-Patry
- Putot-en-Bessin
- Reviers
- Rosel
- Rots
- Rucqueville
- Saint-Gabriel-Brécy
- Saint-Manvieu-Norrey
- Saint-Vaast-sur-Seulles
- Sainte-Croix-Grand-Tonne
- Secqueville-en-Bessin
- Tessel
- Thaon
- Tierceville
- Tilly-sur-Seulles
- Vendes
- Villiers-le-Sec